# Parupeneus cyclostomus

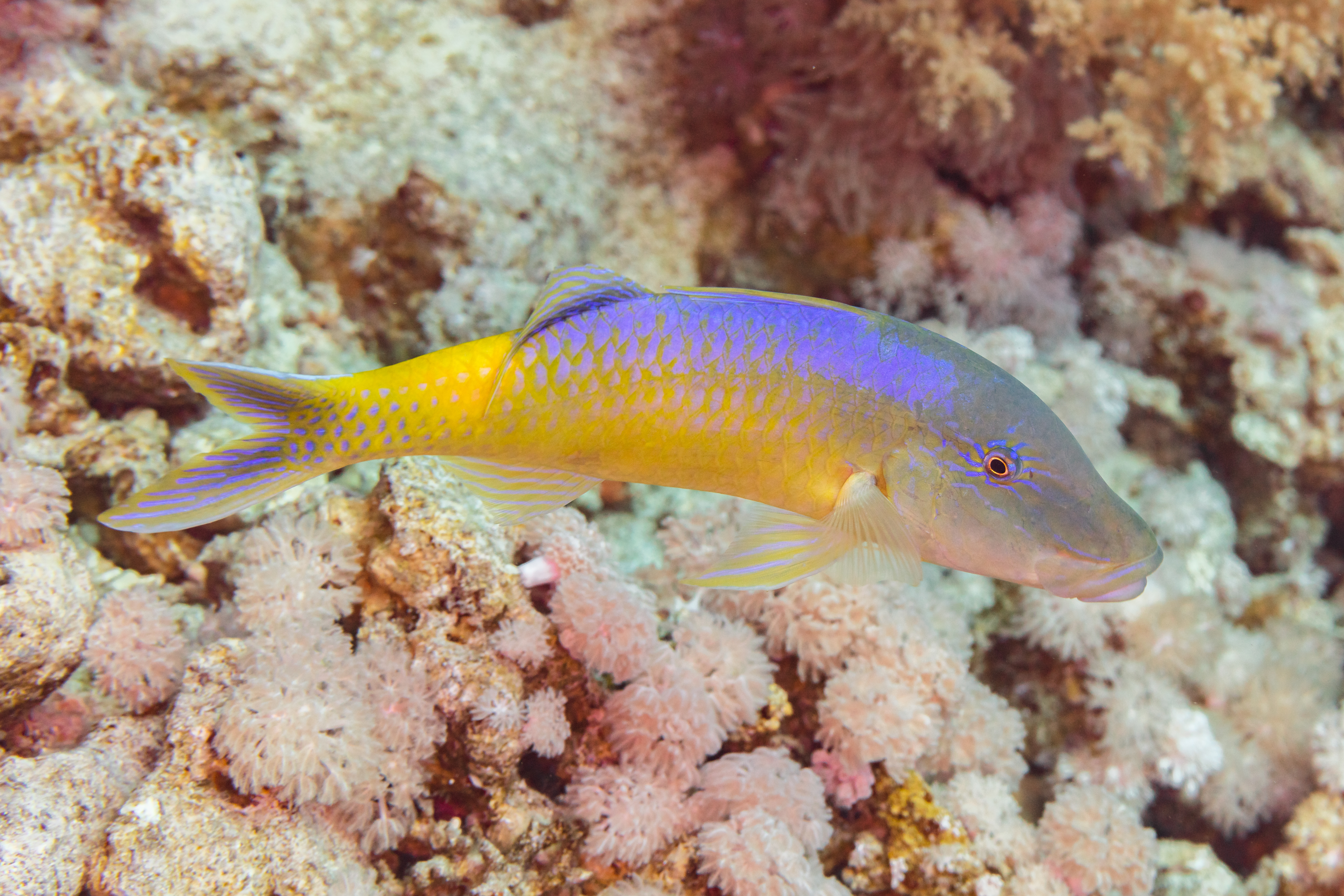
Ejemplar con tonos azules.

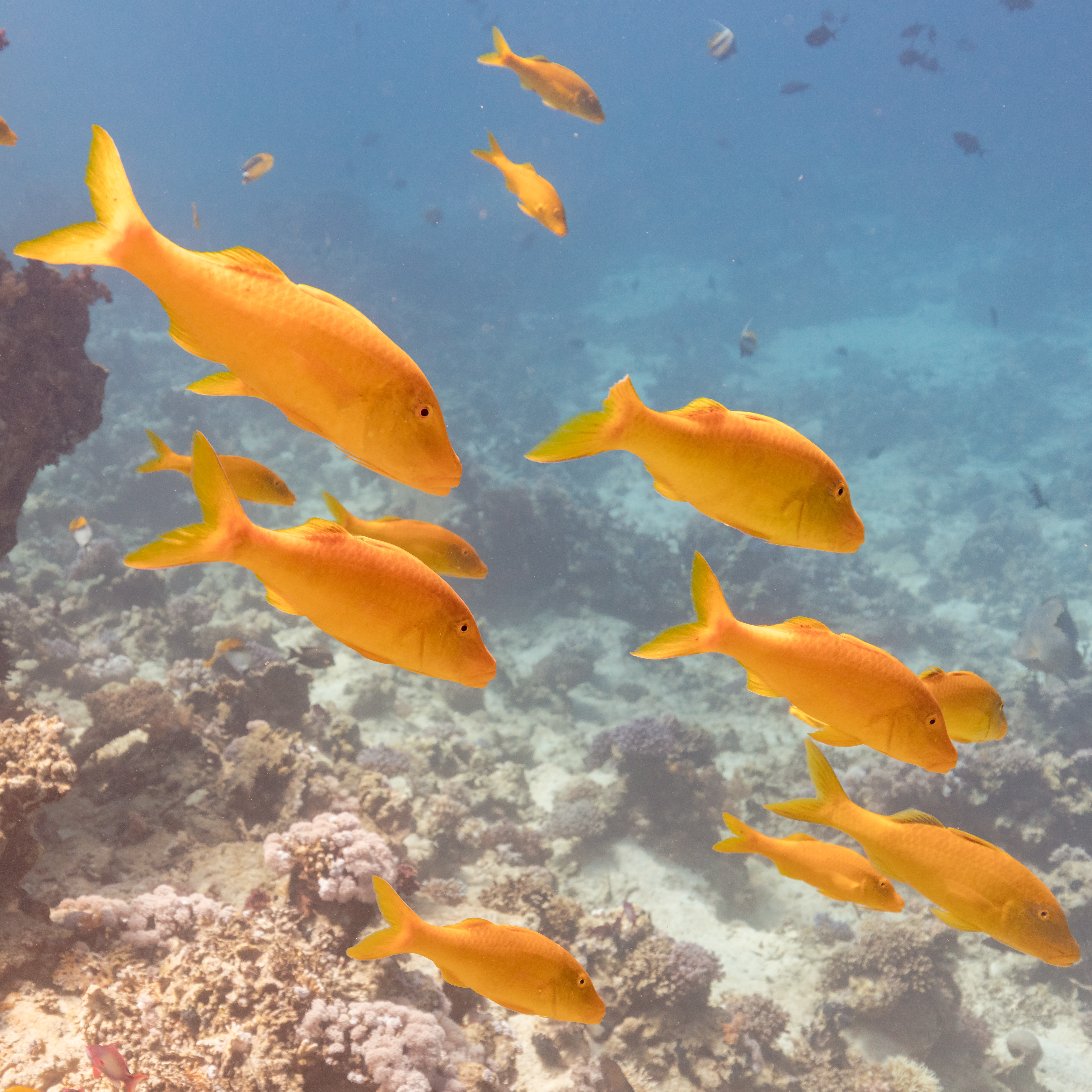
Grupo en el parque nacional Ras Muhammad, Egipto.

Parupeneus cyclostomus es una especie de peces de la familia Mullidae en el orden de los Perciformes.

## Morfología
Los machos pueden llegar alcanzar los 50 cm de longitud total.

## Distribución geográfica
Se encuentra desde el mar Rojo hasta Durban (Sudáfrica), las islas Hawái, las islas Marquesas, las Tuamotu, las islas Ryukyu, Nueva Caledonia y la isla de Pascua.

## Hábitat
Es un pez de mar.